# Neuropeptidni FF receptor 2
Neuropeptidni FF receptor 2 (NPFF2) je humani protein kodiran  genom.

## Literatura
1. ↑  „Entrez Gene: NPFFR2 neuropeptide FF receptor 2”.

## Dodatna literatura
- Cikos S, Gregor P, Koppel J (1999). „Sequence and tissue distribution of a novel G-protein-coupled receptor expressed prominently in human placenta.”. Biochem. Biophys. Res. Commun. 256 (2): 352—6. PMID 10079187. doi:10.1006/bbrc.1999.0332.
- Parker RM; Copeland NG; Eyre HJ;  . (2000). „Molecular cloning and characterisation of GPR74 a novel G-protein coupled receptor closest related to the Y-receptor family.”. Brain Res. Mol. Brain Res. 77 (2): 199—208. PMID 10837915. doi:10.1016/S0169-328X(00)00052-8.
- Elshourbagy NA; Ames RS; Fitzgerald LR;  . (2000). „Receptor for the pain modulatory neuropeptides FF and AF is an orphan G protein-coupled receptor.”. J. Biol. Chem. 275 (34): 25965—71. PMID 10851242. doi:10.1074/jbc.M004515200.
- Bonini JA; Jones KA; Adham N;  . (2001). „Identification and characterization of two G protein-coupled receptors for neuropeptide FF.”. J. Biol. Chem. 275 (50): 39324—31. PMID 11024015. doi:10.1074/jbc.M004385200.
- Strausberg RL; Feingold EA; Grouse LH;  . (2003). „Generation and initial analysis of more than 15,000 full-length human and mouse cDNA sequences.”. Proc. Natl. Acad. Sci. U.S.A. 99 (26): 16899—903. PMC 139241 . PMID 12477932. doi:10.1073/pnas.242603899.
- Laemmle B; Schindler M; Beilmann M;  . (2003). „Characterization of the NPGP receptor and identification of a novel short mRNA isoform in human hypothalamus.”. Regul. Pept. 111 (1–3): 21—9. PMID 12609745. doi:10.1016/S0167-0115(02)00220-3.
- Engström M, Wurster S, Savola JM, Panula P (2004). „Functional properties of Pfr(Tic)amide and BIBP3226 at human neuropeptide FF2 receptors”. Peptides. 24 (12): 1947—54. PMID 15127947. doi:10.1016/j.peptides.2003.10.009.
- Mollereau C, Mazarguil H, Zajac JM, Roumy M (2005). „Neuropeptide FF (NPFF) analogs functionally antagonize opioid activities in NPFF2 receptor-transfected SH-SY5Y neuroblastoma cells”. Mol. Pharmacol. 67 (3): 965—75. PMID 15608144. doi:10.1124/mol.104.004614.
- Ankö ML, Panula P (2006). „Regulation of endogenous human NPFF2 receptor by neuropeptide FF in SK-N-MC neuroblastoma cell line”. J. Neurochem. 96 (2): 573—84. PMID 16336216. doi:10.1111/j.1471-4159.2005.03581.x.
- Ankö ML, Ostergård M, Lintunen M, Panula P (2007). „Alternative splicing of human and mouse NPFF2 receptor genes: Implications to receptor expression”. FEBS Lett. 580 (30): 6955—60. PMID 17157836. doi:10.1016/j.febslet.2006.11.063.
- Dahlman I; Dicker A; Jiao H;  . (2007). „A common haplotype in the G-protein-coupled receptor gene GPR74 is associated with leanness and increased lipolysis”. Am. J. Hum. Genet. 80 (6): 1115—24. PMC 1867099 . PMID 17503329. doi:10.1086/518445.

## Spoljašnje veze
- „Neuropeptide FF Receptors: NPFF2”. IUPHAR Database of Receptors and Ion Channels. International Union of Basic and Clinical Pharmacology. Архивирано из оригинала 03. 03. 2016. г.